# Хлої Чжао
Хлої Чжао (англ. Chloé Zhao), при народженні Чжао Тін (кит. 趙婷, пін. Zhào Tíng; нар. 31 березня 1982, Пекін, КНР) — американська режисерка, сценаристка, продюсерка та монтажерка кіно китайського походження. Лауреатка премій «Оскар», «Золотий глобус» та «Золотий лев» (головний приз Венеційського кінофестивалю) за режисуру фільму «Земля кочівників» (2020).

## Біографія
Чжао Тін народилася та виросла у Пекіні, в сім'ї колишнього генерального директора державної металургійної компанії Чжао Юйцзі. Після розлучення батько одружився з акторкою Сун Даньдань. Перед переїздом у Лос-Анджелес Чжао навчалася в лондонській школі-інтернаті; здобула бакалаврський ступінь з політології у Коледжі Маунт-Голіок. Перед вивчення кіновиробництва у Школі мистецтв Тіша Нью-Йоркського університету працювала промоутеркою, у сфері нерухомості та барменкою.
У 2020 році створила фільм «Земля кочівників», нагороджений головним призом Венеційського кінофестивалю «Золотий лев» і премією «Оскар» як найкращий фільм року. Через рік відбулась прем'єра супергеройського фільму «Вічні» в режисурі Хлої Чжао, неоднозначно сприйнятого критиками.
У 2025 році зрежисувала історичну драму «Гамнет», екранізацію однойменного роману Меґґі О'Фарелл.

## Фільмографія
| Рік  | Назва                          | Режисерка | Сценаристка | Продюсерка | Пр.                                              |
| ---- | ------------------------------ | --------- | ----------- | ---------- | ------------------------------------------------ |
| 2015 | Пісні, яких мене навчили брати | Так       | Так         | Так        | Також монтажерка                                 |
| 2017 | Наїзник                        | Так       | Так         | Так        |                                                  |
| 2020 | Земля кочівників               | Так       | Так         | Так        | головна премія 77-го Венеційського кінофестивалю |
| 2021 | Вічні                          | Так       | Ні          | Ні         |                                                  |
| 2025 | Гамнет                         | Так       | Так         | Так        |                                                  |

## Нагороди

### «Земля кочовиків»
2020
- «Золотий лев» Венеційського кінофестивалю[11]
- Премія «Золотий глобус» за найкращу режисерську роботу
- Премія «Оскар» за найкращу режисерську роботу

#### «Наїзник»
2019
- Номінація — Премія EDA Female Focus Альянсу кіножурналісток за Найкращу роботу режисерки
- Номінація — Премія EDA Female Focus Альянсу кіножурналісток за Найкращу сценаристку
- Номінація — Премія Національної спілки кінокритиків США

2018
- Перемога — Премія Дублінського міжнародного кінофестивалю за Найкращу режисерську роботу
- Номінація — Премія «Незалежний дух» за Найкращий фільм
- Номінація — Премія «Незалежний дух» за Найкращу режисерську роботу
- Перемога — Премія «Ґотем» за Найкращий фільм
- Номінація — Премія глядачів «Ґотем»

#### «Пісні, яких мене навчили брати»
2016
- Номінація — Премія «Незалежний дух» за Найкращий дебютний фільм

2015
- Номінація — Нагорода журі Camerimage за Найкращий режисерський дебют
- Номінація — Золота камера
- Номінація — Гран-прі журі «Санденсу»